# سفارة جمهورية الدومينيكان في السويد
سفارة جمهورية الدومينيكان في السويد هي أرفع تمثيل دبلوماسي لدولة جمهورية الدومينيكان لدى السويد. تقع السفارة في ستوكهولم وهي تهدف لتعزيز المصالح الدومينيكانية في السويد.

## وصلات خارجية
- قائمة سفارات جمهورية الدومينيكان
- قائمة السفارات في السويد